# Антон (Шаумбург)
Вижте пояснителната страница за други личности с името Антон.
Антон фон Холщайн-Шаумбург (на немски: Anton von Holstein-Schauenburg, Anton von Schauenburg, Anton, Graf von Holstein-Schaumburg; * 8 март 1549; † 21 януари 1599, Петерсхаген) е граф на Холщайн-Шаумбург-Холщайн-Пинеберг и от 1587 до 1599 г. княжески епископ на Минден.

## Живот
Той е най-малкият син на граф Ото IV фон Шаумбург (1517 – 1576) и първата му съпруга Мария фон Померания-Щетин (1527 – 1554), дъщеря на херцог Барним IX (1501 – 1573) и принцеса Анна фон Брауншвайг-Люнебург (1502 – 1568). Баща му се жени през 1583 г. втори път за принцеса Елизабет Урсула фон Брауншвайг-Люнебург († 1586). Брат е на Херман († 1592), княжески епископ на Минден (1566 – 1581), и Адолф XI († 1601), управляващ граф на Холщайн-Шаумбург, и полубрат на Ернст († 1622), от 1601 г. управляващ граф на Холщайн-Шаумбург. Чичо му по бащина линия Антон фон Шаумбург е курфюрст и архиепископ на Кьолн (1557 – 1558).
Антон и най-големият му брат Херман са възпитавани в Инголщат при йезуитите. Антон става каноник в „Св. Гереон“ в Кьолн, катедрален приор в Хилдесхайм, катедрален дякон в Кьолн (1559 – 1566). На 11 септември 1587 г., на 38-годишна възраст, става княжески епископ на Минден. Антон е смятан за противник на реформацията.
Той умира на 21 януари 1599 г. на 49 години в Петерсхаген, Минден-Люббеке, и е погребан в Мьоленбек (днес част от Ринтелн).